# Awa
Awa (阿波市 Awa-shi?) este un municipiu din Japonia, prefectura Tokushima.